# Rem Koolhaas
Remment Lucas "Rem" Koolhaas, nascido Remko L. Olhaas, IPA:'rɛm 'kɔːlhas, (Roterdão, 17 de Novembro de 1944) é um arquiteto, urbanista e teórico da arquitetura neerlandês. É professor de arquitetura e desenho urbano na Universidade Harvard.
Koolhaas estudou na Nederlandse Film en Televisie Academie (Academia Neerlandesa de Cinema e Televisão), em Amsterdam. Em 1968 começou a estudar arquitetura, na Architectural Association School of Architecture, em Londres. Em 1972 prosseguiu seus estudos na Cornell University em New York e foi aluno de Peter Eisenman.
Começou a chamar a atenção do público e da crítica a partir de 1975, quando, juntamente com os arquitetos Madelon Vriesendorp (sua esposa), Elia Zenghelis e Zoe Zenghelis fundou em Londres, o OMA - Office for Metropolitan Architecture e, posteriormente, a sua contraparte orientada para a pesquisa, a AMO, atualmente baseada em Rotterdam. Mais tarde, juntaram-se a eles Zaha Hadid, uma das alunas de Koolhaas, e outros parceiros como a Columbia Laboratory for Architectural Broadcasting
Um dos primeiros trabalhos que iria marcar a diferença do grupo do então dominante "classicismo pós-moderno" do final dos anos 1970, foi a contribuição para a Bienal de Veneza de 1980, sob a curadoria de Paolo Portoghesi, denominada Presença do Passado. Cada arquiteto tinha que projetar uma rua interna típica para uma "vila de Potemkin" - uma espécie de vila cenográfica - e o esquema do OMA foi a única proposta modernista.
Outros projetos recebidos com reservas, embora não construídos, incluem a proposta para o Parc de la Villette, em Paris (1982), e a residência do Presidente da Irlanda (1981).
O primeiro grande projeto do OMA a ser construído foi o Kunsthal, em Rotterdam (1992), que expressava uma tentativa de colocar em prática vários dos achados de Koolhaas, contidos no seu livro Delirious New York (1978), escrito quando o arquiteto atuava como professor visitante no Institute for Architecture and Urban Studies em Nova York, dirigido por Peter Eisenman.

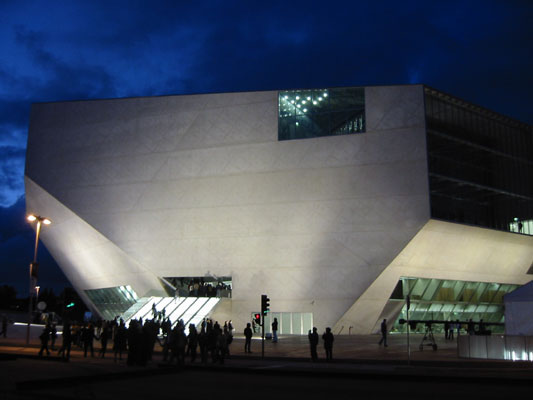
Casa da Música, Porto, 2005.

No âmbito do OMA e juntamente com Mark Wigley e Ole Bouman, criou, em 2005, a revista Volume Magazine, especializada em arquitetura e design.
Sua produção bibliográfica é extensa, e tem entre diversas obras consideradas relevantes para o pensamento do espaço social posterior à década de 1960. Koolhaas faz análises do urbanismo da pós-modernidade (ainda sem nome melhor) das formas de coabitação humana caótica. Para tal, firma o conceito do JunkSpace, descrevendo uma entrada de check-in em um aeroporto qualquer: uma cena com vidros blindados, paredes com frisos em gesso, orquídeas indonésias e um estofado de latex chinês. Uma de suas frases mais famosas é "Coelho é o novo bife." São leituras determinantes, especialmente o livro S,M,L,XL, em colaboração com o designer Bruce Mau) e o já citado Delirious New York.
Em 2000, Rem Koolhaas foi laureado com o Prémio Pritzker de Arquitectura.
Em 2008 foi incluído pela revista Time entre as 100 pessoas mais influentes do mundo.
O trabalho de Koolhaas varia desde o desenho de pontos de ônibus para uma universidade holandesa até a loja de Nova York da italiana Prada. Além de teórica, a razão de ser hoje em dia um dos mais respeitados arquitetos urbanos é por não ver limites entre estéticas, áreas e eras, entendendo que um bom projeto de vida cruza fronteiras próximas entre urbanismo, pintura e até literatura, uma vez que as possibilidades da arte, quando vinculadas ao urbanismo, passam pelo rigor da experimentação. No plano das estruturas, Koolhaas acredita que não haja fronteiras, sendo mais importante a estética final do que os meios que a interligam.[carece de fontes?]

## Principais Projectos
- Nederlands Danstheather (Haia, 1987)
- Patio Villa
- Parada de  ônibus com tela vídeo (Groningen, 1990)
- Villa Dall'Ava (Paris, 1991)
- Nexus Housing (Fukuoka, 1991)
- Museu Kunsthal (Roterdã, 1992)
- Masterplan Euralille (Lille, 1995)
- Biblioteca Central de Seattle
- Educatorium (Utrecht, 1997)
- Prada (Nova-Iorque, 2001)
- McCormick Tribune Campus Center, IIT (Chicago, 2003)
- Casa da Música (Porto, inaugurada em 2005)
- Central Chinese Television (Pequim, Inaugurada em 2012)
- Embaixada dos Países Baixos (Berlim, inaugurada em 2004)

## Galeria

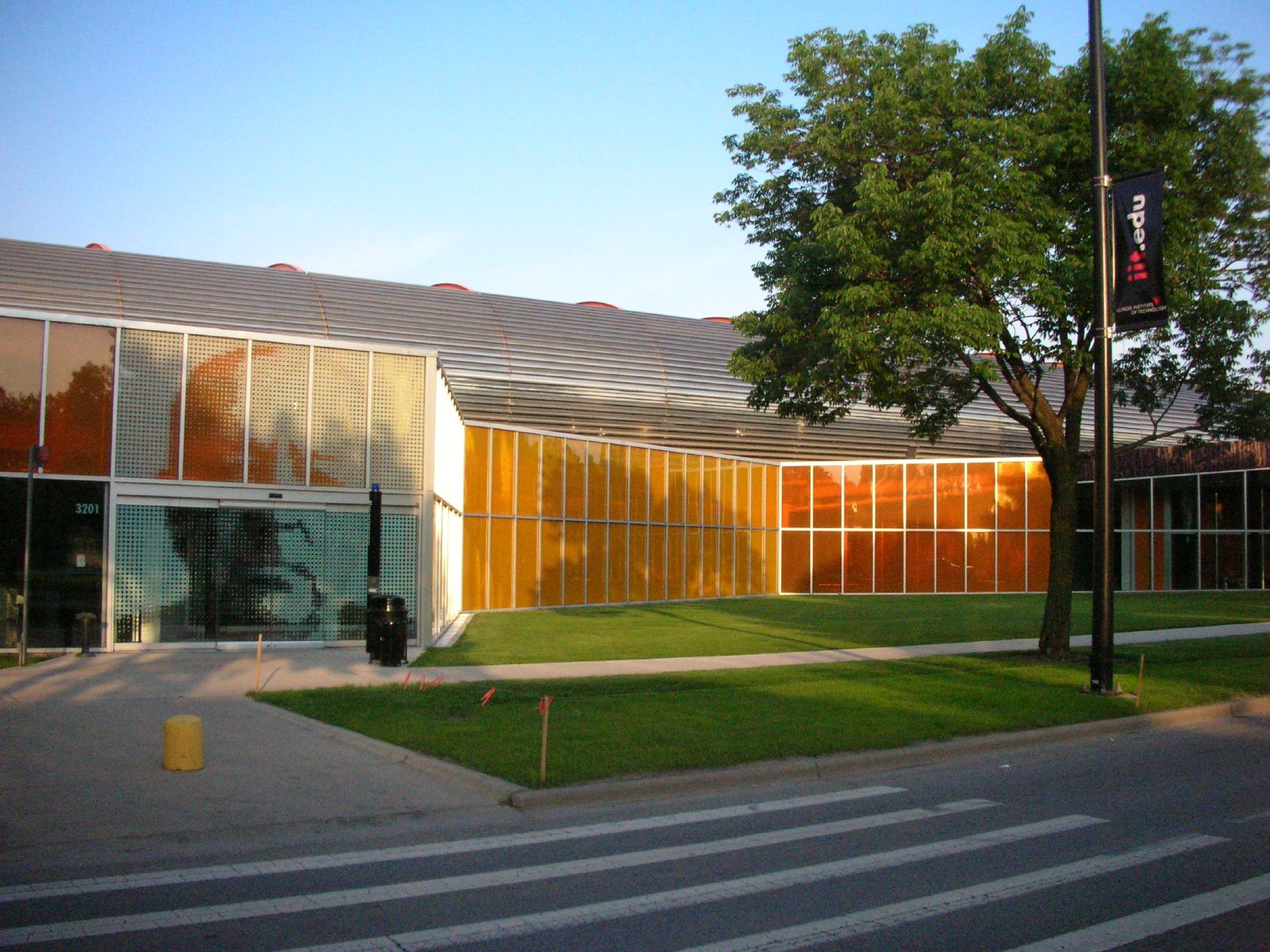
McCormick Tribune Campus Center Rem Koolhaas Chicago, EUA
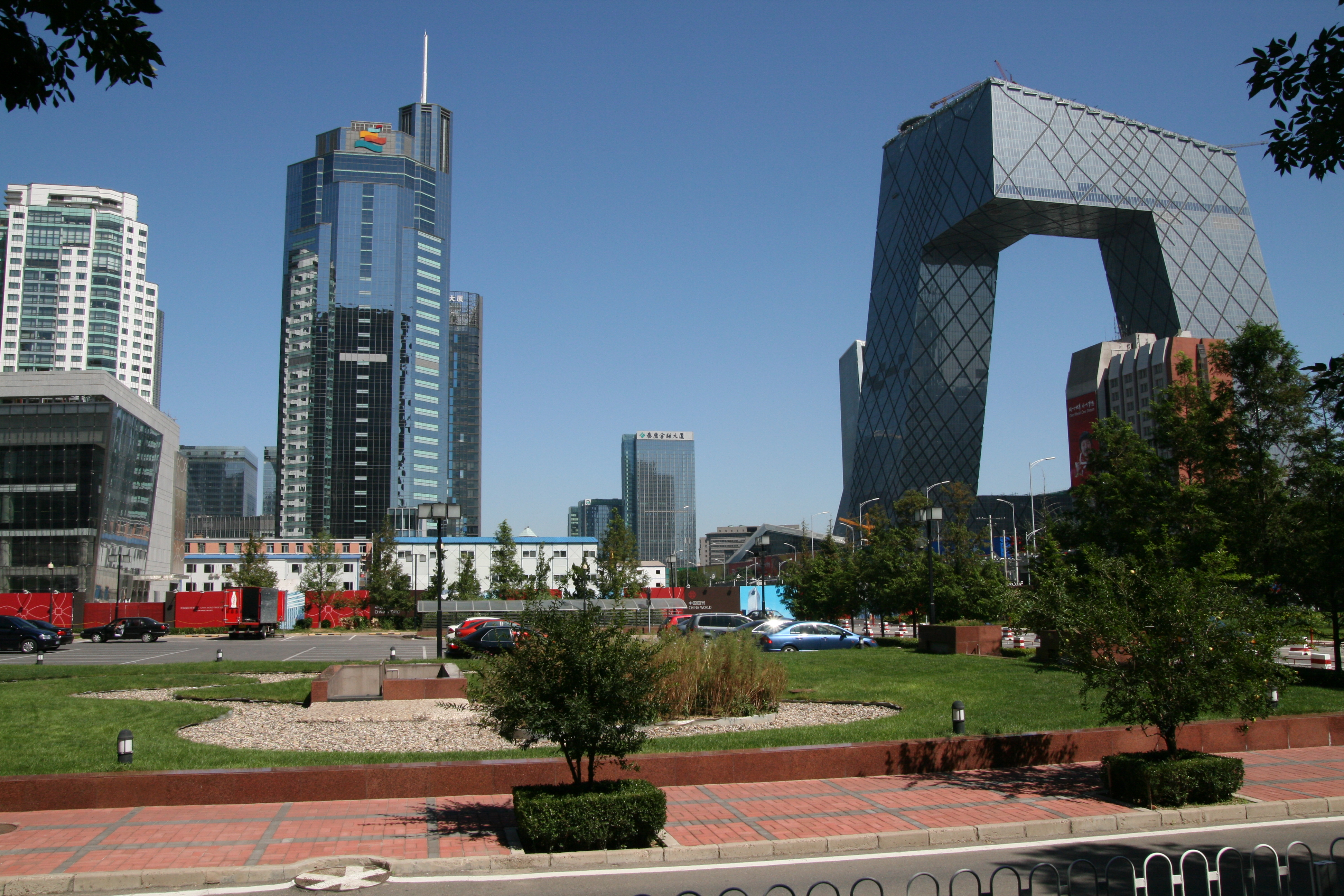
Sede da CCTV Rem Koolhaas (OMA) Beijing, China
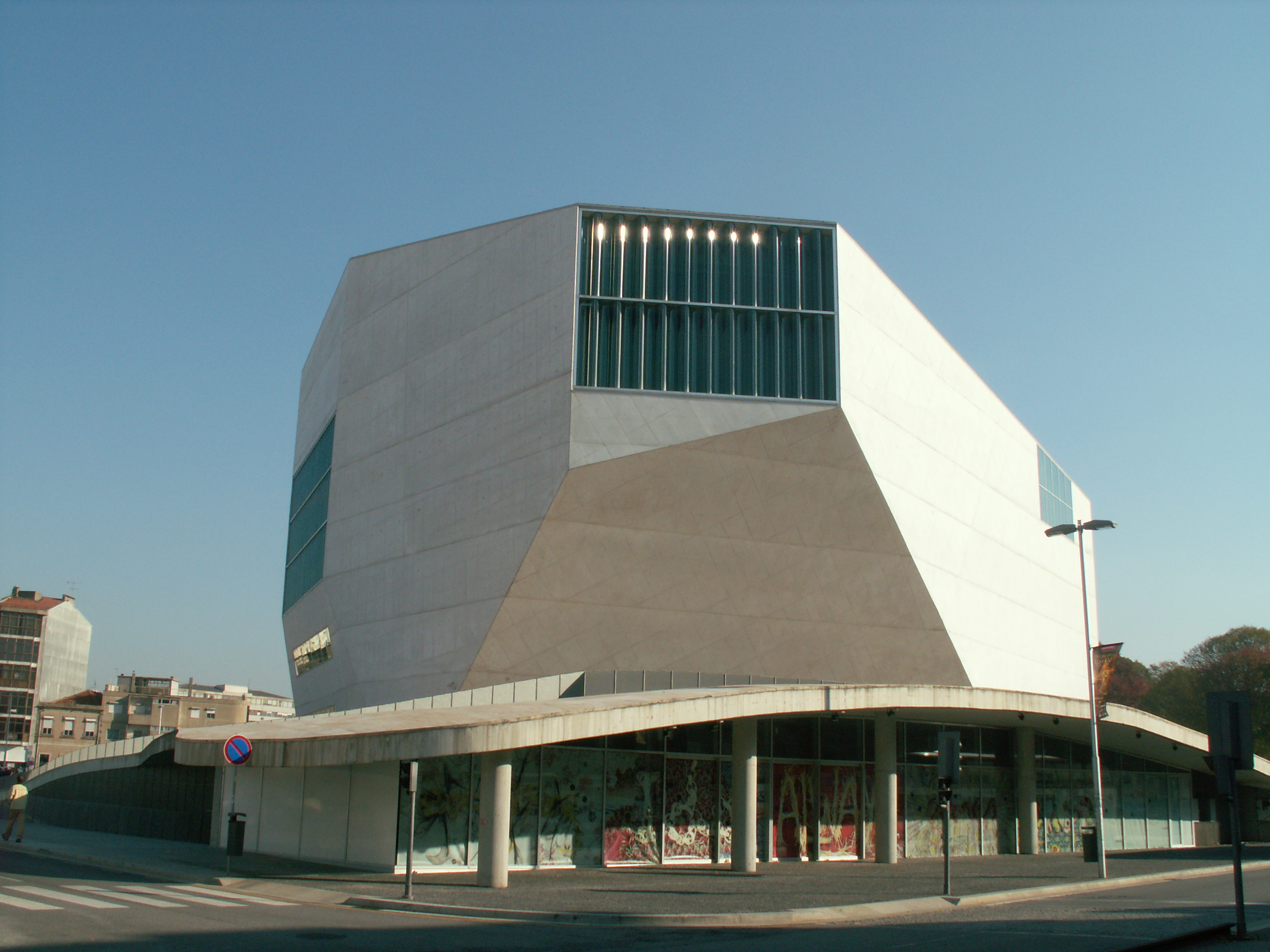
Casa da Música Rem Koolhaas Porto, Portugal
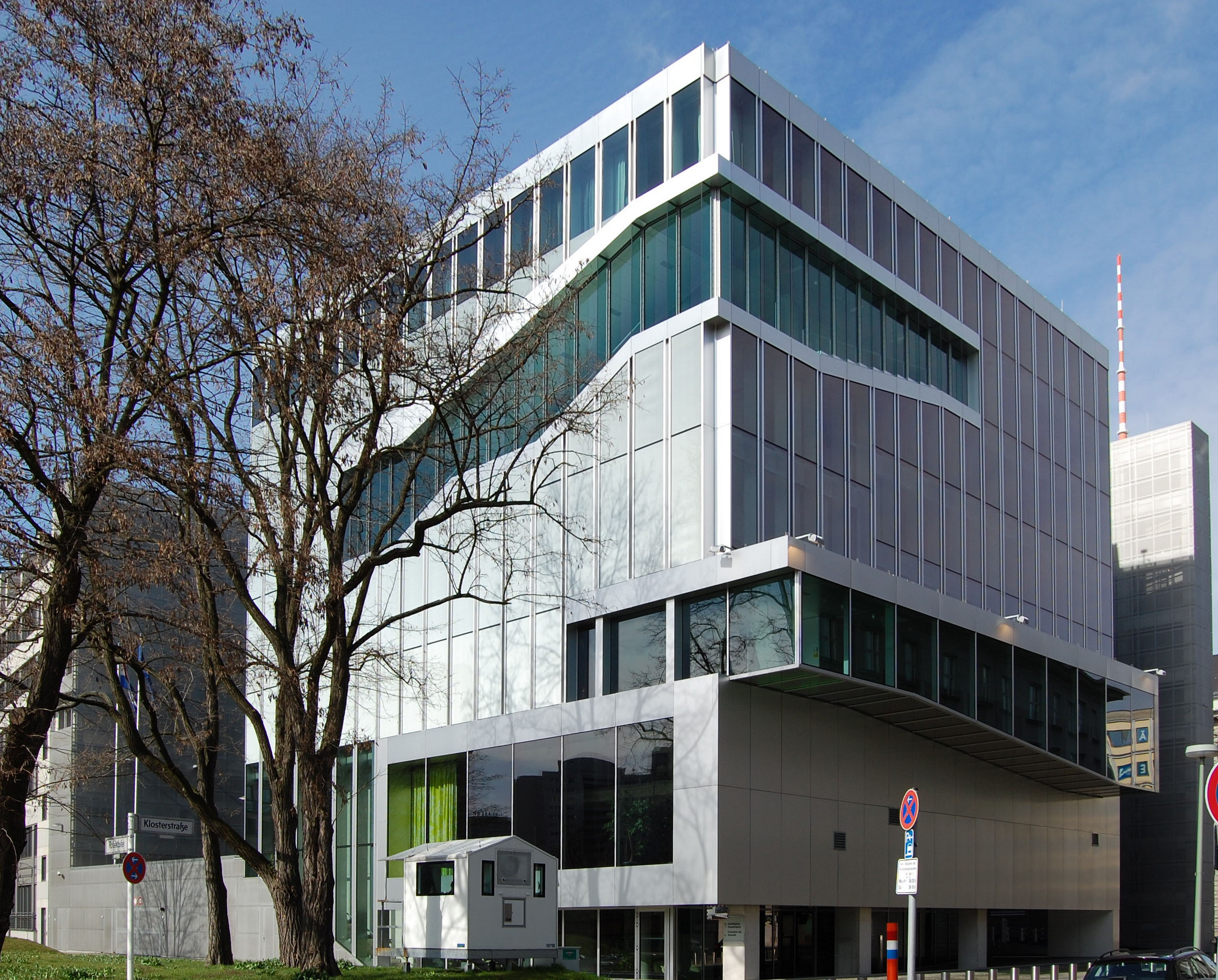
Embaixada dos Países Baixos Rem Koolhaas Berlim, Alemanha

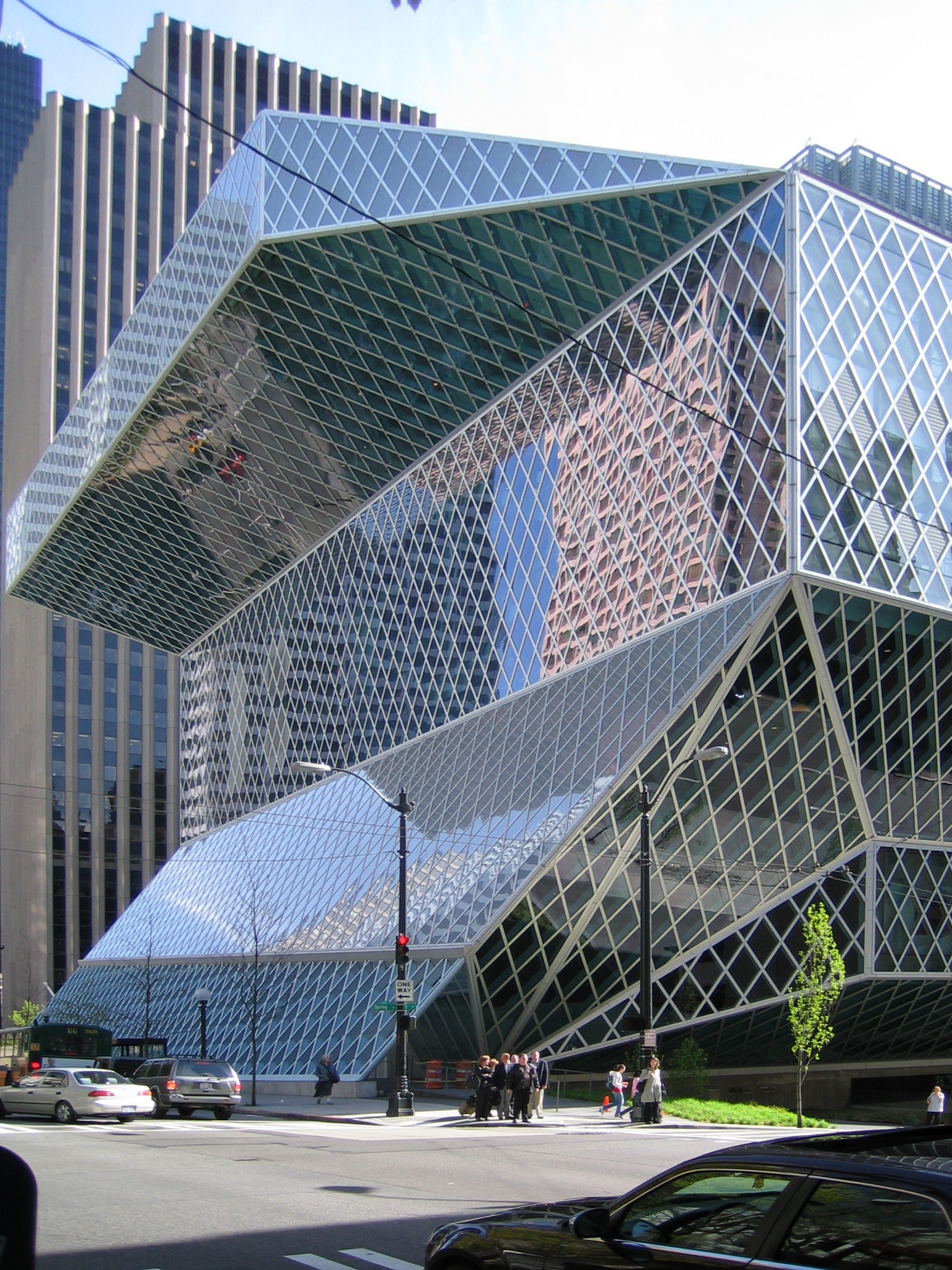
Biblioteca Central de Seattle Rem Koolhaas Seattle, EUA
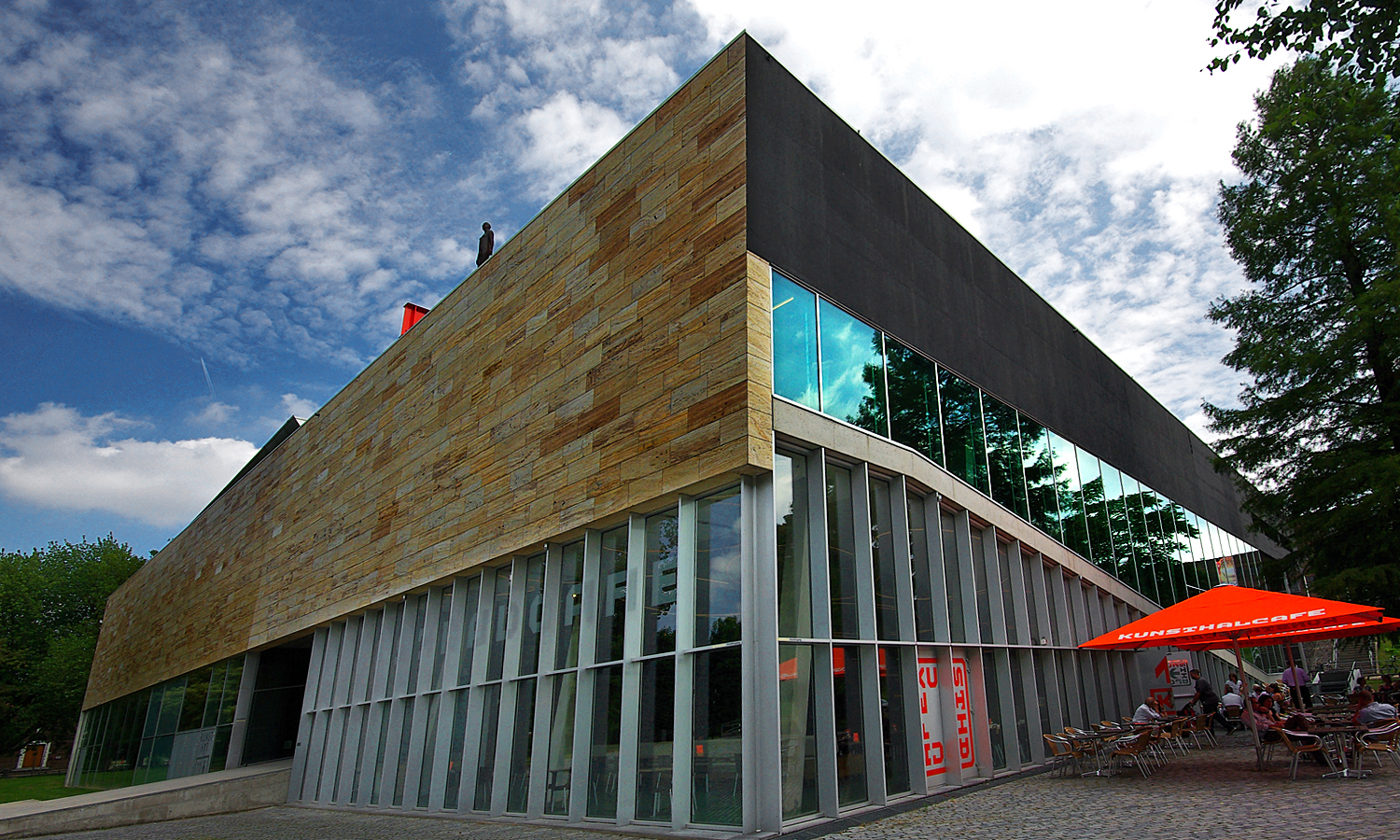
Kunsthal Rotterdam Rem Koolhaas (OMA) Rotterdam, Países Baixos
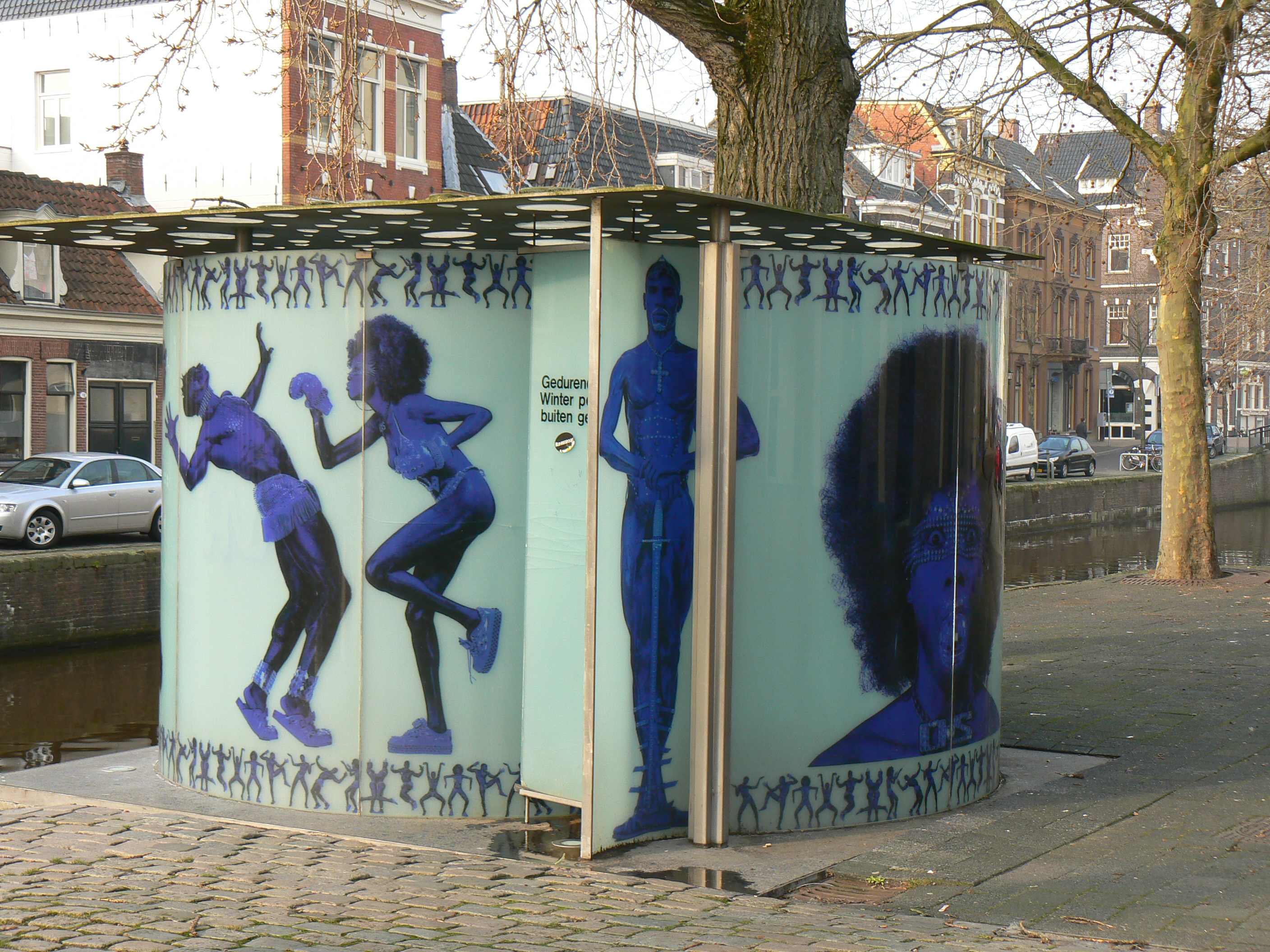
Banheiro público Rem Koolhaas (OMA) e Erwin Olaf Groningen, Países Baixos
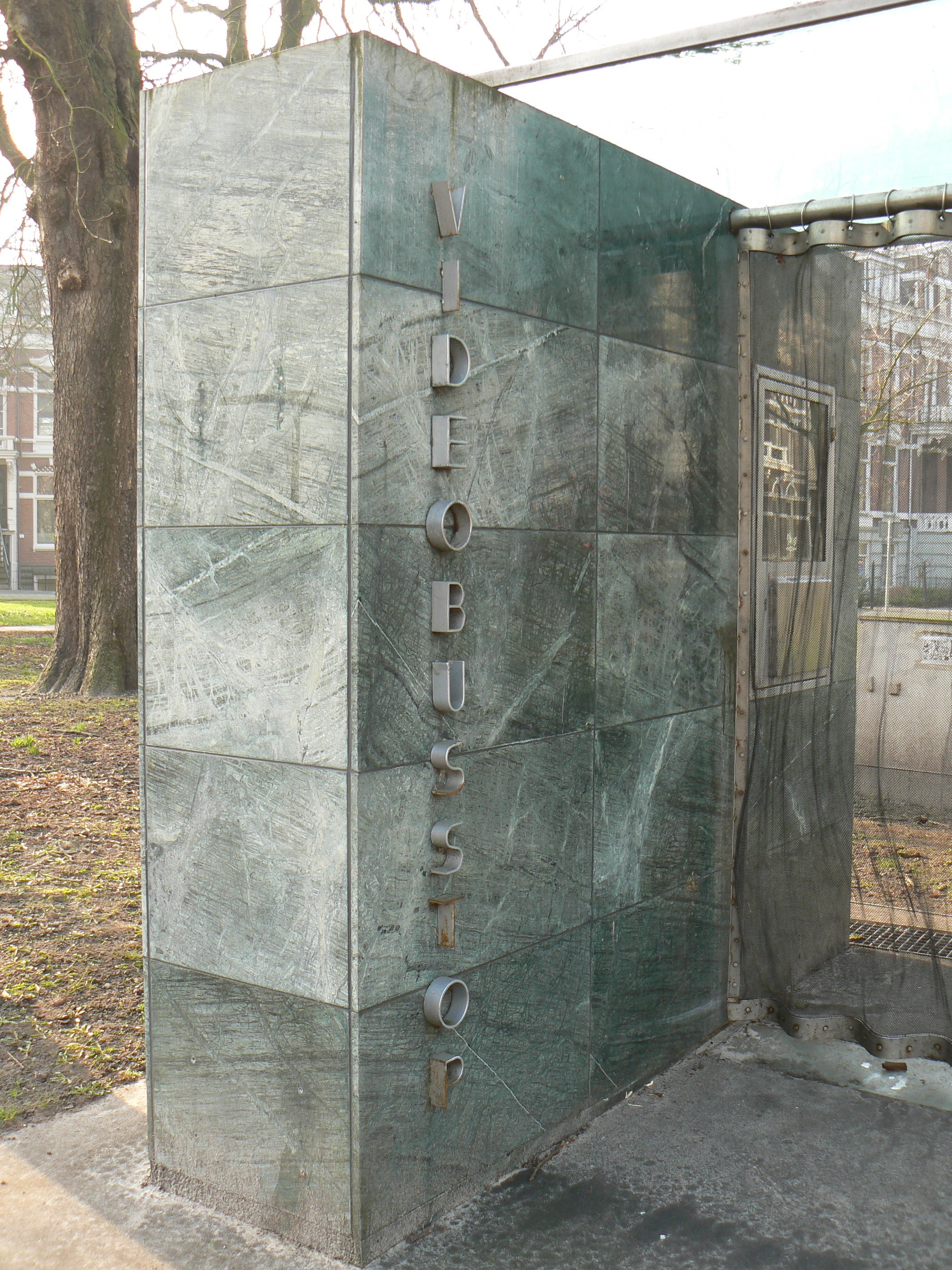
Ponto de ônibus Rem Koolhaas (1990) Groningen, Países Baixos